# Eddie Gray
Edwin „Eddie“ Gray (* 17. Januar 1948 in Glasgow) ist ein ehemaliger schottischer Fußballspieler und -trainer. Als trickreicher linker Flügelspieler war er langjähriger Bestandteil der erfolgreichem Mannschaft von Leeds United in den 1960ern und 1970ern. Später wechselte der zwölffache schottische Nationalspieler ins Trainerfach und in den 1980ern und nach der Jahrtausendwende war er sportlich hauptverantwortlich für Leeds United.

## Sportlicher Werdegang

### Spielerlaufbahn

#### Leeds United
Gray war bereits in der schottischen Schülerauswahl zum Einsatz gekommen, bevor er im Januar 1965 seinen ersten Profivertrag bei Leeds United unterschrieb. Dem Verein hatte er sich 1962 angeschlossen und angeblich hatte Jack Charlton den entscheidenden Hinweis zur Verpflichtung gegeben, als er seinem Trainer Don Revie gegenüber den Wunsch äußerte, später nicht zweimal gegen den agilen Flügelspieler antreten zu wollen. Kurz vor seinem 18. Geburtstag debütierte Gray dann am Neujahrstag 1966 gegen Sheffield Wednesday und auf Anhieb schoss er ein Tor zum 3:0-Sieg. In den folgenden Jahren entwickelte er sich auf der linken Seiten mit Schnelligkeit und Trickreichtum in duellen mit gegnerischen Außenverteidigern zu einem wichtigen Faktor in einer Mannschaft, die sich in der zweiten Hälfte der 1960er zu einem englischen Spitzenklub mauserte. Schnell stellten sich die ersten Titelgewinne ein und nach dem „Double“ 1968 aus Ligapokal und Messepokal errang er im Jahr darauf die englische Meisterschaft. In der folgenden Saison 1969/70 spielte Gray mit Leeds lange in den drei Wettbewerben aus englischer Meisterschaft, FA Cup und Europapokal der Landesmeister um den Titel mit. Gray schoss beim 2:0-Sieg gegen den FC Burnley am 4. April 1970 beide Tore und speziell der Treffer nach einem Dribbling zum Endstand wird von einigen Anhängern als schönstes Tor eines Leeds-Spielers überhaupt bezeichnet. Eine Woche später stand er im FA-Cup-Finale gegen den FC Chelsea und seine Darbietungen, die vor allem seinem direkten Gegenspieler David Webb große Probleme bereiteten, brachten ihm die Auszeichnung des besten Spielers („Man of the Match“) ein. Die Partie im Wembley-Stadion endete mit einem 2:2. Im Wiederholungsspiel in Old Trafford fand sich Gray stetigen Attacken von Chelsea-Spielern ausgesetzt und ein früher Tritt von Ron Harris gegen sein Knie sorgte mit dafür, dass er nicht die Form des ersten Spiels fand. Am Ende gewann Chelsea nach Verlängerung mit 2:1 und das Siegtor erzielte ausgerechnet David Webb. Da die englische Meisterschaft schließlich an den FC Everton ging und die „Whites“ im europäischen Landesmeisterwettbewerb im Halbfinale an Celtic Glasgow scheiterten, blieb die Saison titellos.
Die Verletzungsprobleme begannen ab der Saison 1970/71, in der Gray mehr als die Hälfte der Pflichtspiele verpasste. Dabei gewann seine Mannschaft erneut die Vizemeisterschaft. Auch im Messepokal fehlte Gray häufig, schoss zwar bei seinen fünf Auftritten drei Tore, blieb aber in beiden Finalspielen gegen Juventus Turin (2:2, 1:1, Sieg nach der Auswärtstorregel) unberücksichtigt. In den beiden folgenden Jahren stand er jeweils in der Anfangsformation des Teams, das zwei FA-Cup-Endspiele in Serie gegen den FC Arsenal (1:0) sowie den Zweitligisten AFC Sunderland (0:1) bestritt. Die acht Ligaauftritte in den ersten neun Partien der Meistersaison 1973/74 blieben die einzigen und genügten nicht für den offiziellen Erhalt einer Medaille. Nach einer einjährigen Pause kehrte er im Januar 1975 ins mittlerweile von Jimmy Armfield trainierte Team zurück und beim Endspiel im Europapokal der Landesmeister gegen den FC Bayern München (0:2) kam er gut zehn Minuten vor Spielende für Terry Yorath zu einem Kurzeinsatz. Dabei agierte er an der Seite seines fast sieben Jahre jüngeren Bruders Frank, der sich mittlerweile in der Abwehr von Leeds United einen Stammplatz erkämpft hatte. In der zweiten Hälfte der 1970er-Jahre war Gray später der einzig verbliebene Spieler aus der erfolgreichen Revie-Ära. Er agierte nun etwas zurückgezogen auf der linken Außenverteidigerposition und unter seinem ehemaligen Mitspieler Allan Clarke endete die langsame sportliche Talfahrt mit dem Abstieg 1982.

#### Schottische Nationalmannschaft
Die häufigen Verletzungsprobleme waren maßgeblich dafür verantwortlich, dass Gray in seiner Laufbahn auf verhältnismäßig wenige 12 A-Länderspiele für Schottland kam. Nach zwei Einsätzen für die U-23-Auswahl hatte er am 10. Mai 1969 im Wembley-Stadion bei der 1:4-Niederlage gegen den Erzrivalen England debütiert und eine Woche später beim 8:0-Kantersieg gegen Zypern den ersten Treffer erzielt. Nach Niederlagen im Herbst 1969 in den WM-Qualifikationsspielen gegen Deutschland (2:3 in Hamburg) und Österreich (0:2 in Wien) agierte er erst zwischen Mai und Dezember 1971 wieder in einigen Länderspielen, bevor er lange Zeit pausierte. In diese Phase fiel auch die Teilnahme Schottlands an der WM 1974 in Deutschland, die Gray aufgrund seiner Blessuren verpasste. Am 6. Mai 1976 feierte er beim 3:1-Heimsieg gegen Wales ein Comeback, aber am 17. November 1976 war an gleicher Stätte Wales auch Grays letzter Gegner bei seinem zwölften Länderspiel.

### Trainerkarriere
Noch während seiner aktiven Laufbahn übernahm Gray im Sommer 1982 das Traineramt bei Leeds United. Nach seinem letzten eigenen Auftritt am 12. Mai 1984 gegen Charlton Athletic (1:0) führte er die Mannschaft dann ausschließlich als Cheftrainer an. In mehr als drei Jahren konnte jedoch das Wiederaufstiegziel nicht erreicht werden und im Oktober 1985 endete sein mehr als zwei Jahrzehnte andauerndes Engagement für Leeds United, als ihn mit Billy Bremner nach nur zwei Siegen aus neun Begegnungen ein weiterer ehemaliger Spieler aus der Revie-Zeit beerbte. Die Entlassungsentscheidung war aufgrund Grays großer Popularität umstritten und neben Protesten aus der Anhängerschaft reagierten Teile der Mannschaft mit öffentlich geäußerter Kritik.
Für jeweils kurze Zeit arbeitete er in der zweiten Hälfte der 1980er-Jahre für Whitby Town, den AFC Rochdale und Hull City. Im Sommer 1995 kehrte Gray dann zum mittlerweile wieder erstklassigen Leeds United zurück und im Trainerstab von Howard Wilkinson kümmerte er sich um die Entwicklung in den Jugendmannschaften. Unter Grays Regie errang der Verein 1996 den FA Youth Cup und im Jahr darauf übernahm er die Betreuung der Reservemannschaft. Zu den Spielern, die in dieser Zeit in den Profifußball drängten, gehörten Harry Kewell, Ian Harte, Alan Smith und Jonathan Woodgate. Als im Oktober 1998 David O’Leary neuer Cheftrainer in Leeds wurde, verlor Gray seinen Status als inoffizielle „Nummer 2“, da O’Leary später mehr auf Brian Kidd vertraute. Er blieb dem Verein jedoch weiter erhalten und begleitete den dramatischen Absturz des Klubs von der Champions-League-Teilnahme zum Abstieg 2004. Dabei hatte er in der Abstiegssaison 2003/04 nach der Entlassung von Peter Reid die „Whites“ interimistisch als Cheftrainer betreut. Nach dem Gang in die Zweitklassigkeit verließ Gray den Klub ein zweites Mal. Später arbeitete er für BBC Radio im Rahmen der Berichterstattung von Spielen mit Beteiligung von Leeds United.

## Titel/Auszeichnungen
- Messepokal (1): 1968
- Englische Meisterschaft (1): 1969
- Englischer Pokal (1): 1972
- Englischer Ligapokal (1): 1968
- Charity Shield (1): 1969